# Gertruda Caton-Thompson
Gertruda Caton-Thompson (ur. 1 lutego 1888, zm. 18 kwietnia 1985) – angielska archeolog. Prowadziła badania archeologiczne na Malcie, w Egipcie i Zimbabwe.

## Życiorys
Gertruda urodziła się 1 lutego 1888 roku w Londynie. Jej ojcem był adwokat William Caton-Thompsona a matką Ethel Gertruda Page. Rodzice zadbali o jej wykształcenie w prywatnych szkołach w Eastbourne i Paryżu, a w 1911 roku wraz z matką odwiedziła Egipt. W czasie I wojny światowej pracowała jako urzędnik państwowy, a następnie w latach 1921-6 studiowała na University College London, gdzie brała udział w wykładach Williama Petriego i uczestniczyła w prowadzonych przez niego wykopaliskach w Abydos i Oksyrynchos. Samodzielnie prowadziła wykopaliska na Malcie. 
Wspólnie z Elinor Wight Gardner zainaugurowała pierwsze badania archeologiczne i geologiczne w północnej części oazy Fajum, gdzie odkryła dwie kultury neolityczne. W 1929 prowadziła wykopaliska w ówczesnej Rodezji w Wielkim Zimbabwe i innych miejscach.